# Рафуна
Рафуна (серб. Рафуна) — населённый пункт в общине Лебане Ябланичского округа Сербии.

## Население
Согласно переписи населения 2002 года, в селе проживало 131 человек (все сербы).
| Численность населения | Численность населения | Численность населения | Численность населения | Численность населения | Численность населения | Численность населения | Численность населения |
| 1948                  | 1953                  | 1961                  | 1971                  | 1981                  | 1991                  | 2002                  | 2011                  |
| --------------------- | --------------------- | --------------------- | --------------------- | --------------------- | --------------------- | --------------------- | --------------------- |
| 450                   | 510                   | 504                   | 390                   | 235                   | 173                   | 131                   | 76                    |

## Религия
Согласно церковно-административному делению Сербской православной церкви, село относится к Третьему лебанскому приходу Ябланичского архиерейского наместничества Нишской епархии. В селе расположен храм Святого Великомученика Пантелеймона, построенный в конце XIX века.